# 官庄乡 (凤凰县)
官庄乡，是中华人民共和国湖南省湘西土家族苗族自治州凤凰县下辖的一个乡镇级行政单位。

## 行政区划
官庄乡下辖以下地区：
官庄村、龙潭村、庄上村、溪口村、大湾村、毛边冲村、黄栗村、坪里村、新民村和万召村。